# Gran Reich Germánico

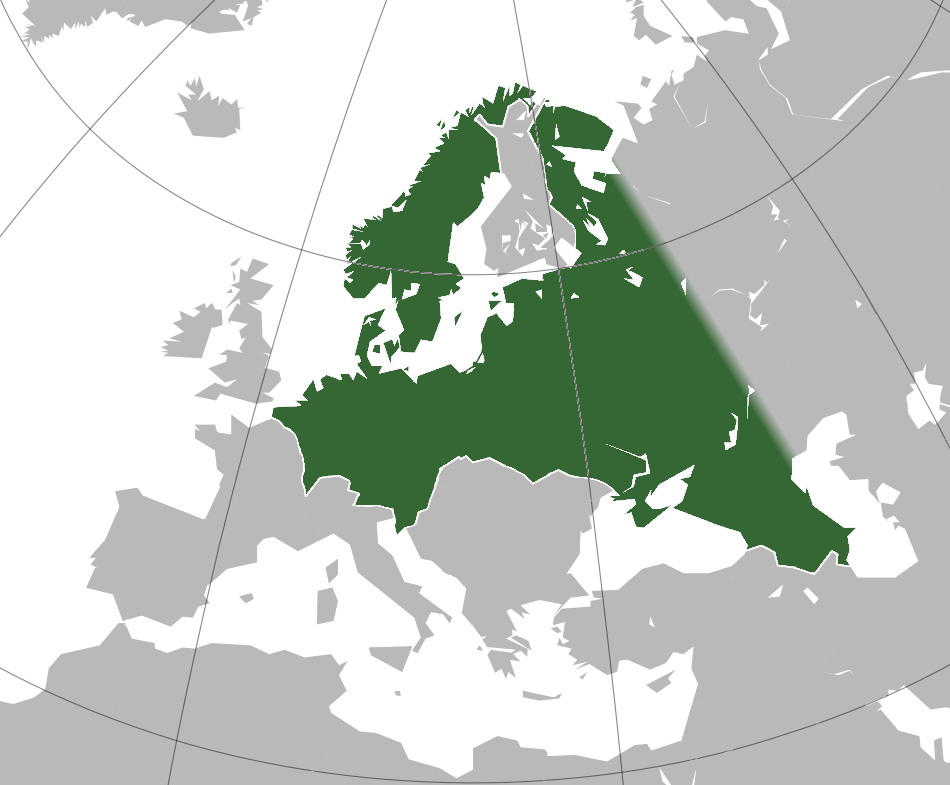
Límites del planeado "Gran Reich Germánico" (incluyendo posibles estados títeres y protectorados) basado en varias proyecciones de objetivos parcialmente sistematizadas (por ejemplo, Generalplan Ost) de la administración estatal y fuentes de liderazgo de las SS.

El Imperio de la Gran Germania (en alemán: Großgermanisches Reich), formalmente el Gran Imperio Germánico de la Nación Alemana (en alemán: Großgermanisches Reich deutscher Nation) es la entidad política que la Alemania nacionalsocialista intentó establecer en Europa durante la Segunda Guerra Mundial. Albert Speer declaró en sus memorias (Inside the Third Reich, 1970) que Hitler también se refirió al estado previsto como el "Reich teutónico de la nación alemana". Hitler también menciona un futuro Estado germánico de la nación alemana (en alemán: Germanischer Staat Deutscher Nation) en su libro Mi lucha. Las demandas territoriales para el Gran Reich Germánico fluctuaron con el tiempo. Ya en el otoño de 1933, Hitler imaginó la anexión de territorios como Bohemia, Polonia occidental y Austria a Alemania y la creación de estados satélites o títeres sin economías o políticas propias.
Se esperaba que este Imperio pangermánico asimilara prácticamente toda la Europa germánica en un solo estado-nación. Territorialmente, esto abarcaba el Reich Alemán ya ampliado (que consistía en Alemania propiamente dicha antes de 1938, Austria, Bohemia, Moravia, Alsacia-Lorena, Eupen-Malmedy, Memel, Baja Estiria, Alta Carniola, Carintia del Sur y las partes de Polonia ocupadas por los alemanes), los Países Bajos, la parte flamenca de Bélgica, Luxemburgo, Dinamarca, Noruega, Suecia, Islandia, al menos las partes de habla alemana de Suiza y Liechtenstein.
La excepción más notable fue el Reino Unido, que no se proyectó como ser reducido a una provincia alemana, sino convertirse en un aliado de los alemanes. Otra excepción fue el territorio de población alemana en el Tirol del Sur que era parte de la aliada Italia. Aparte de la Europa germánica, las fronteras occidentales del Reich con Francia iban a revertirse a las del Sacro Imperio Romano Germánico, lo que habría significado la anexión completa de toda Valonia, la Suiza francófona y grandes áreas del norte y este de Francia. Además, la política de Lebensraum planificó la expansión masiva de Alemania hacia el este hasta los montes Urales. Hitler planeó que la población rusa "excedente" que vivía al oeste de los Urales fuera deportada al este de los Urales.